# Płytnica (Tarnówka)
Płytnica (deutsch Plietnitz, früher Plitnitz) ist ein Dorf mit etwa 190 Einwohnern in der Landgemeinde Tarnówka (Tarnowke) im Powiat Złotowski (Flatower Kreis)  der polnischen Woiwodschaft Großpolen.

## Geographische Lage
Der Ort liegt im Tal der Küddow (poln. Gwda) an der Einmündung der Plietnitz (poln. Plitnica) in die  Küddow, etwa sechs Kilometer südwestlich  des Dorfs  Tarnowke (Tarnówka), fünfzehn Kilometer südwestlich der Stadt Flatow  (Złotów)   und zwanzig  Kilometer ostnordöstlich  der Stadt Deutsch Krone (Wałcz). Das Flüsschen  Plietnitz fließt mitten durch das Dorf hindurch.

## Geschichte

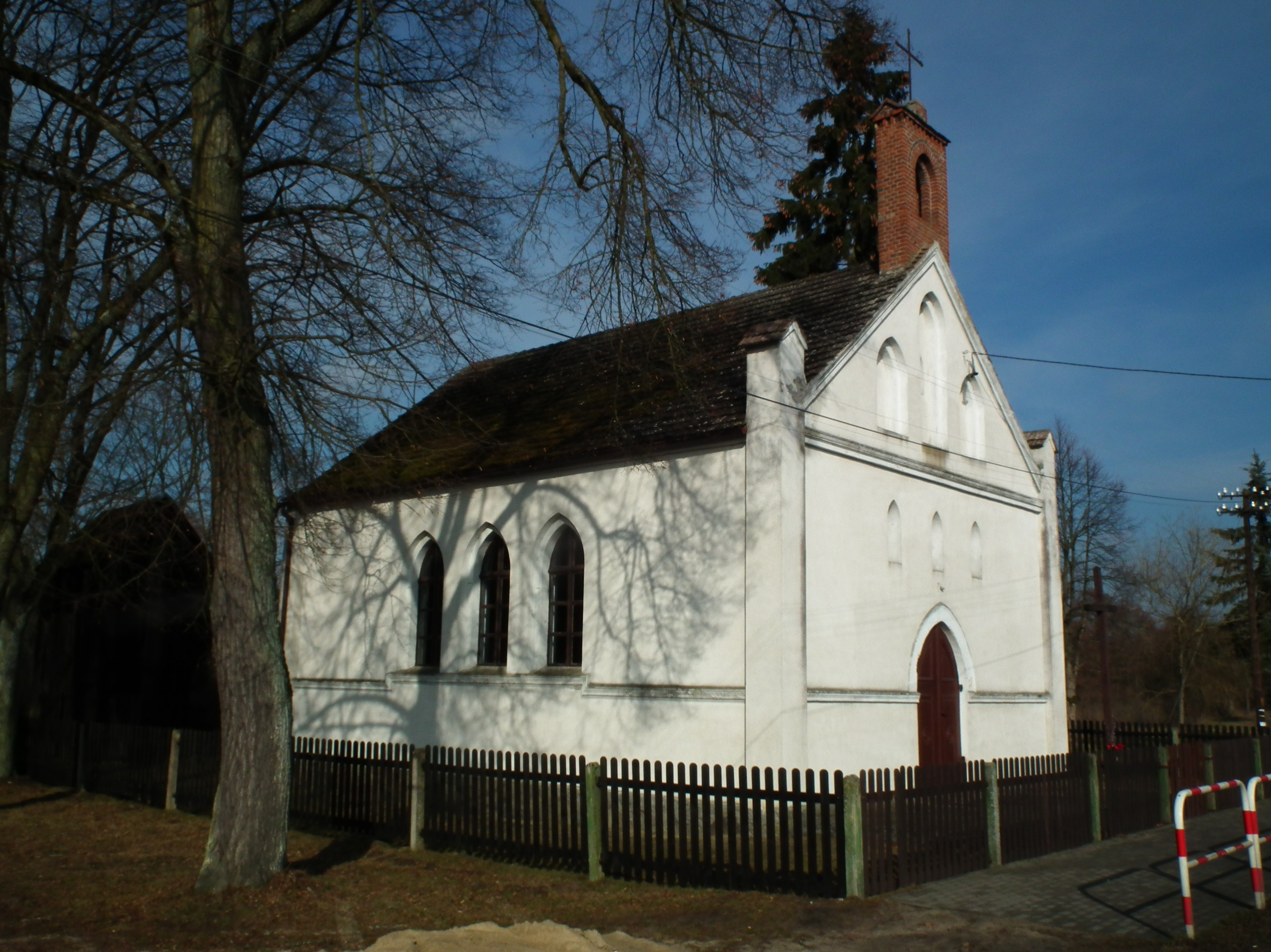
Dorfkirche, bis 1945 Gotteshaus der evangelischen Gemeinde Plietnitz (Aufnahme 2016)

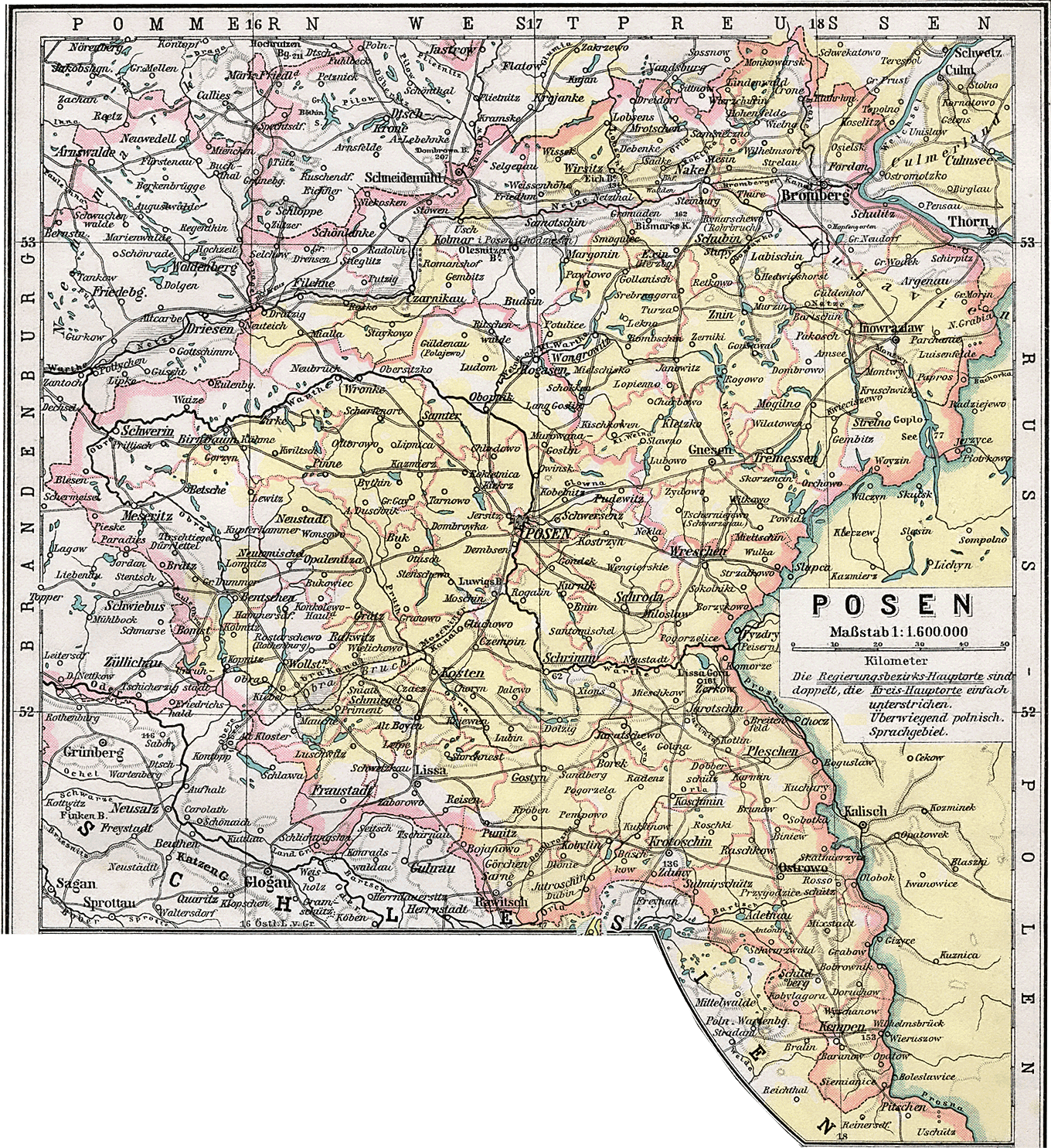
Dorf Plietnitz in der Nähe der Einmündung Plietnitz in die Küddow, südlich der Stadt Jastrow und nördlich der Stadt Schneidemühl, auf einer Landkarte der Provinz Posen von 1905 (gelb markierte Flächen kennzeichnen Gebiete mit seinerzeit mehrheitlich polnischsprachiger Bevölkerung)

Das Dorf war in der Vergangenheit unter den Namen Neu-Plietnitz (1612), Plitnica (1641), Plytwicz (1660), Plitwicz (1738); sein neupolnischer Name lautete Plotnica.  Der Ortsname rührt von dem Flüsschen Plietnitz her, das durch das Dorf fließt und dessen Name ‚flößbarer Bach‘ bedeutet.
Die Grenzregion des Netzedistrikts, in der das Dorf liegt, hatte ursprünglich zum Herzogtum Pommern gehört, war vorübergehend unter polnische Herrschaft gelangt und dann an die Markgrafen von Brandenburg gekommen. Im Rahmen der Ersten Teilung Polen-Litauens kam das Dorf 1772 zusammen mit dem Landkreis Deutsch Krone an Preußen. Das Dorf, in dem es im 19. Jahrhundert eine Wassermühle gab, gehörte zum Amt Lebehnke.
Um 1930 umfassten die Gemeindegrenzen von Plietnitz eine Fläche von 17,8 km²; auf dem Gemeindegebiet standen  an folgenden sechs Wohnplätzen insgesamt 87 bewohnte Wohnhäuser:
- Bahnhof und Sägewerk Plietnitz
- Forsthaus Fierberg
- Lindenhof
- Plietnitz
- Waldarbeitergehöft Fierberg
- Waldarbeitergehöft Plietnitz

Im Jahr 1945 gehörte Plietnitz zum Landkreis Deutsch Krone im Regierungsbezirk Grenzmark Posen-Westpreußen der preußischen Provinz Pommern des Deutschen Reichs. Plietnitz war Sitz des Amtsbezirks Plietnitz.
Gegen Ende des Zweiten Weltkriegs besetzte im Frühjahr 1945 die Rote Armee die Region. Kurz danach wurde Plietnitz seitens der sowjetischen Besatzungsmacht der  Volksrepublik Polen zur Verwaltung überlassen. Es wanderten nun Polen zu. In der darauf folgenden Zeit  wurde die einheimische Bevölkerung von der polnischen Administration aus Plietnitz vertrieben. Plietnitz wurde unter dem Namen  „Płytnica“ verwaltet.
Das Dorf wurde Ortsteil der Gmina Tarnówka im Powiat Złotowski in der Woiwodschaft Großpolen (bis 1998 Woiwodschaft Piła (Schneidemühl)).
| Jahr | Einwohner | Anmerkungen |
| ---- | --------- | --- |
| 1783 | –         | königliches Dorf nebst einer Wassermühle, 28 Feuerstellen (Haushaltungen), im Netzedistrikt, Kreis Krone                                                        |
| 1818 | 163       | königliches Dorf, Amt Lebehnke |
| 1864 | 495       | davon 413 Evangelische und 78 Katholiken |
| 1910 | 589       | am 1. Dezember, Dorf und Forstgutsbezirk, darunter 424 (402 Evangelische, 22 Katholiken) im Dorf und 165 (160 Evangelische, fünf Katholiken) im Forstgutsbezirk |
| 1925 | 470       | darunter 60 Katholiken, keine Juden. |
| 1933 | 438       | [ 7 ] |
| 1939 | 442       | [ 7 ] |